# J1 Offenbach
Das J1 Offenbach (offiziell ITF Junior Tournament Offenbach sponsored by Nürnberger Versicherung) ist ein World-Junior-Tennisturnier, das seit 2005 jährlich im Juni in Offenbach am Main auf Sandplatz von der International Tennis Federation sowie dem Hessischen Tennis-Verband ausgetragen wird. Es gehört der zweithöchsten Turnierkategorie G1 an und ist eines der renommiertesten Nachwuchstennisturniere Deutschlands.

## Geschichte
1993 als International Junior Championships auf der Anlage des Tennisclubs Palmengarten in Frankfurt am Main ins Lebens gerufen, wurde der Wettbewerb in den darauffolgenden Jahren sukzessive aufgewertet und 2001 erstmals in der Turnierkategorie G1 abgehalten. 2005 erfolgte der Umzug ins benachbarte Offenbach, wo der Wettkampf bis heute stattfindet.

## Siegerliste
Das Turnier schließt sich direkt an die Juniorenkonkurrenzen der French Open an und zeichnet sich durch international gemischte Teilnehmerfelder aus. Namhafte Sieger sind die ehemalige Weltranglistenerste Wiktoryja Asaranka, der Wimbledon-Finalist von 2010 Tomáš Berdych sowie der French Open-Sieger im Doppel Kevin Krawietz.

### Einzel
| Jahr                                                                     | Herren                           | Damen                            |                                  |
| ------------------------------------------------------------------------ | -------------------------------- | -------------------------------- | -------------------------------- |
| ↓ International Junior Championships Frankfurt – Kategorie: G5 ↓         |                                  |                                  |                                  |
| 1993                                                                     | Márcio Carlsson                  | Monika Maj                       |                                  |
| ↓ Kategorie: G4 ↓                                                        |                                  |                                  |                                  |
| 1994                                                                     | Franz Stauder                    | Marina Nakonetschnaja            |                                  |
| 1995                                                                     | Christophe Rochus                | Stephanie Kovacic                |                                  |
| 1996                                                                     | Jan-Ralph Brandt                 | Lisa Fritz                       |                                  |
| ↓ Kategorie: G3 ↓                                                        |                                  |                                  |                                  |
| 1997                                                                     | Jean-Christophe Faurel           | Dorothee Buschhüter              |                                  |
| 1998                                                                     | Dino Dattoli                     | Martina Müller                   |                                  |
| ↓ Fila Trophy International Junior Tournament – Kategorie: G2 ↓          |                                  |                                  |                                  |
| 1999                                                                     | Phillipp Harboe                  | Tina Hergold                     |                                  |
| ↓ International Junior Tournament of Frankfurt ↓                         |                                  |                                  |                                  |
| 2000                                                                     | Maximilian Abel                  | Sofia Arvidsson                  |                                  |
| ↓ Kategorie: G1 ↓                                                        |                                  |                                  |                                  |
| 2001                                                                     | Florian Mayer                    | Eva Birnerová                    |                                  |
| 2002                                                                     | Tomáš Berdych                    | Anna-Lena Grönefeld              |                                  |
| 2003                                                                     | Sebastian Rieschick              | Andrea Hlaváčková                |                                  |
| 2004                                                                     | Dominik Müller                   | Wiktoryja Asaranka               |                                  |
| ↓ International Junior Tournament of Offenbach ↓                         |                                  |                                  |                                  |
| 2005                                                                     | Jochen Schöttler                 | Jaroslawa Schwedowa              |                                  |
| 2006                                                                     | Jeevan Nedunchezhiyan            | Ksenija Mileuskaja               |                                  |
| 2007                                                                     | Fernando Romboli                 | Xenija Perwak                    |                                  |
| 2008                                                                     | Pablo Carreño Busta              | Linda Berlinecke                 |                                  |
| 2009                                                                     | Kevin Krawietz                   | Cristina Dinu                    |                                  |
| 2010                                                                     | Damir Džumhur                    | Cristina Dinu                    |                                  |
| 2011                                                                     | Thiago Monteiro                  | Montserrat González              |                                  |
| 2012                                                                     | Chung Hyeon                      | Ana Konjuh                       |                                  |
| 2013                                                                     | Pedro Cachín                     | Barbora Krejčíková               |                                  |
| 2014                                                                     | Matías Zukas                     | Irina Schymanowitsch             |                                  |
| 2015                                                                     | Sumit Nagal                      | Karman Kaur Thandi               |                                  |
| 2016                                                                     | Rudi Molleker                    | Rebeka Masarova                  |                                  |
| 2017                                                                     | Rudi Molleker                    | Victoria Flores                  |                                  |
| ↓ ITF Junior Tournament Offenbach sponsored by Nürnberger Versicherung ↓ |                                  |                                  |                                  |
| 2018                                                                     | Jiří Lehečka                     | Lea Ma                           |                                  |
| 2019                                                                     | Harold Mayot                     | Darja Viďmanová                  |                                  |
| 2020                                                                     | Wegen COVID-19-Pandemie abgesagt | Wegen COVID-19-Pandemie abgesagt | Wegen COVID-19-Pandemie abgesagt |

### Doppel
| Jahr                                                                     | Herren                                                | Damen                                     |                                  |
| ------------------------------------------------------------------------ | ----------------------------------------------------- | ----------------------------------------- | -------------------------------- |
| ↓ International Junior Championships Frankfurt – Kategorie: G5 ↓         |                                                       |                                           |                                  |
| 1993                                                                     | Eyal Erlich Lior Mor                                  | Dagmar Jetczak Monika Maj                 |                                  |
| ↓ Kategorie: G4 ↓                                                        |                                                       |                                           |                                  |
| 1994                                                                     | Jan Boruszewski Franz Stauder                         | Carmiña Giraldo Giselle Swart             |                                  |
| 1995                                                                     | Daniel Elsner Tomas Zivnicek                          | Stefanie Keim Yvonne Stratmann            |                                  |
| 1996                                                                     | Jan-Ralph Brandt Tomas Zivnicek                       | Esther Brunn Gitte Möller                 |                                  |
| ↓ Kategorie: G3 ↓                                                        |                                                       |                                           |                                  |
| 1997                                                                     | Sjarhej Samoseiko Sjarhej Wassine                     | Klára Koukalová Veronika Raimrová         |                                  |
| 1998                                                                     | Raimonds Sproga Sjarhej Wassine                       | Renske Hiemstra Daniela Puplinkhuisen     |                                  |
| ↓ Fila Trophy International Junior Tournament – Kategorie: G2 ↓          |                                                       |                                           |                                  |
| 1999                                                                     | Diederik de Groot Maarten Kamermans                   | Renata Voráčová Petra Cetkovská           |                                  |
| ↓ International Junior Tournament of Frankfurt ↓                         |                                                       |                                           |                                  |
| 2000                                                                     | Daniel Köllerer Sebastian Linda                       | Neyssa Etienne Nicole Kriz                |                                  |
| ↓ Kategorie: G1 ↓                                                        |                                                       |                                           |                                  |
| 2001                                                                     | Henry Adjei-Darko Komlavi Loglo                       | Matea Mezak Melissa Torres-Sandoval       |                                  |
| 2002                                                                     | Bastian Koch Lars Pörschke                            | Maarit Nieminen Piia Suomalainen          |                                  |
| 2003                                                                     | Somdev Devvarman Karan Rastogi                        | Sanaa Bhambri Sania Mirza                 |                                  |
| ↓ International Junior Tournament of Offenbach ↓                         |                                                       |                                           |                                  |
| 2004                                                                     | David Galic David Jeflea                              | Wiktoryja Asaranka Wolha Hawarzowa        |                                  |
| 2005                                                                     | Javier Garrapiz-Borderias Albert Ramos Viñolas        | Magdalena Kiszczyńska Kateřina Kramperová |                                  |
| 2006                                                                     | Faisal Aidil Xu Junchao                               | Klaudia Boczová Valeria Pulido Velasco    |                                  |
| 2007                                                                     | Fernando Romboli Ricardo Urzúa-Rivera (Tennisspieler) | Irina-Camelia Begu Oksana Kalaschnikowa   |                                  |
| 2008                                                                     | Julien Obry Adrien Puget                              | Katharina Holert Mara Nowak               |                                  |
| 2009                                                                     | Francis Alcantara Huang Liang-chi                     | Lidsija Marosawa Palina Pechawa           |                                  |
| 2010                                                                     | Micke Kontinen John Morrissey                         | Verónica Cepede Royg Cristina Dinu        |                                  |
| 2011                                                                     | Maxim Dubarenco Jaraslau Schyla                       | Jovana Jakšić Stephanie Nauta             |                                  |
| 2012                                                                     | Cristian Garín Jorge Brian Panta                      | Ilka Csoregi Zarah Razafimahatratra       |                                  |
| 2013                                                                     | Andrei Rubljow Jan Zieliński                          | Laura Ucrós Constanza Vega                |                                  |
| 2014                                                                     | Marc Polmans Alexander Sendegeya                      | Miriam Kolodziejová Nina Potočnik         |                                  |
| 2015                                                                     | Tim Sandkaulen Máté Valkusz                           | Jule Niemeier Linda Puppendahl            |                                  |
| 2016                                                                     | Jesper Tull Freimuth Valentin Günther                 | Shaline-Doreen Pipa Anastazja Rosnowska   |                                  |
| 2017                                                                     | Constantin Bittoun Kuouzmine Marvin Möller            | Victoria Flores Thaisa Grana Pedretti     |                                  |
| ↓ ITF Junior Tournament Offenbach sponsored by Nürnberger Versicherung ↓ |                                                       |                                           |                                  |
| 2018                                                                     | Rinky Hijikata Yannik Steinegger                      | Park So-hyun Wong Hong-yi                 |                                  |
| 2019                                                                     | Luca Nardi Lorenzo Rottoli                            | Séléna Janicijevic Carole Monnet          |                                  |
| 2020                                                                     | Wegen COVID-19-Pandemie abgesagt                      | Wegen COVID-19-Pandemie abgesagt          | Wegen COVID-19-Pandemie abgesagt |